# Daniel Ryan (pattinatore)
Daniel Ryan (1930 c. – 15 febbraio 1961) è stato un danzatore su ghiaccio statunitense. Insieme a Carol Ann Peters ha vinto due bronzi ai Campionati mondiali di pattinaggio di figura e un oro e un argento ai Campionati dei Quattro continenti.

## Risultati
(con Carol Ann Peters)
| Evento                            | 1951 | 1952 | 1953 |
| --------------------------------- | ---- | ---- | ---- |
| Campionati mondiali               |      | 3°   | 3°   |
| North American Championships      | 2°   |      | 1°   |
| Campionati nazionali statunitensi | 3°   | 2°   | 1°   |